# Койбас
Койба́с (каз. Қойбас) — село у складі Абайського району Карагандинської області Казахстану. Входить до складу Дзержинського сільського округу.
Населення — 14 осіб (2021; 117 у 2009, 173 у 1999, 136 у 1989).
Національний склад станом на 1989 рік:
- росіяни — 53 %.